# Baeomorpha ovatata
Baeomorpha ovatata är en stekelart som beskrevs av Yoshimoto 1975. Baeomorpha ovatata ingår i släktet Baeomorpha och familjen raggsteklar. Inga underarter finns listade.